# Higashiura
Higashiura (東浦町, Higashiura-chō) est un bourg du district de Chita, dans la préfecture d'Aichi, au Japon.

## Géographie

### Démographie
Au 1er janvier 2014, la population de Higashiura s'élevait à 49 881 habitants répartis sur une superficie de 31,11 km2.